# San Francisco Golden Gate Rugby Football Club
Maillots
Actualités
Le San Francisco Golden Gate RFC est un club de rugby à XV américain créé en 1988 et évoluant en Pacific Rugby Premiership.

## Palmarès
- Champion de la Rugby Super League en 2009 et 2011.
- Champion de la Pacific Rugby Premiership en 2014.

## Joueurs emblématiques
- Danny Barrett